# Pristimantis juanchoi
Pristimantis juanchoi es una especie de anfibio anuro de la familia Craugastoridae.

## Distribución
Esta especie es endémica de la vertiente occidental de la Cordillera Occidental en Colombia. Habita entre los 1960 y 2090 m de altitud en los departamentos de Valle del Cauca, Cauca y Risaralda.

## Descripción
Los machos miden de 18.1 a 23.0 mm y las hembras de 24.2 a 28.3 mm.

## Etimología
Esta especie lleva el nombre en honor a Juancho Castro.

## Publicación original
- Lynch, 1996 : New frogs of the genus Eleutherodactylus (family Leptodactylidae) from the San Antonio region of the Colombian Cordillera Occidental. Revista de la Academia Colombiana de Ciencias Exactas Físicas y Naturales, vol. 20, n.º 77, p. 331-345[5]